# Lijst van hoge gebouwen in het Midden-Oosten
Dit is een (incomplete) lijst van de hoogste gebouwen in het Midden-Oosten.

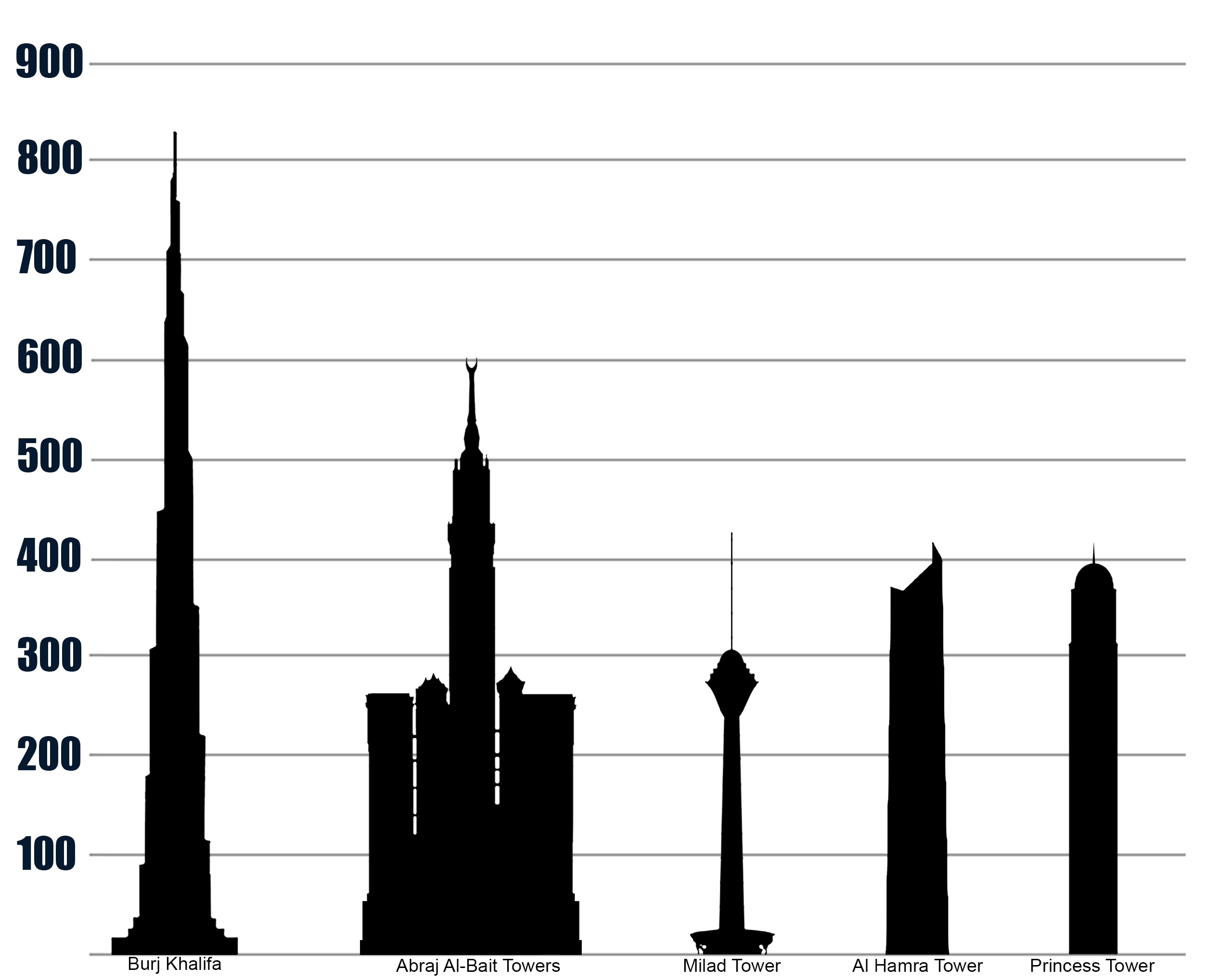
Hoogste bouwwerken in het Midden-Oosten

## Egypte
- Cairo Tower, 187 m
- Piramide van Cheops, gebouwd ca. 2570 v.Chr., 's werelds hoogste gebouw tot ca. 1300, oorspronkelijk 146,5 m, tegenwoordig 138,75 m
- Rode piramide van Snofroe, gebouwd ca. 2600 v.Chr., 's werelds hoogste gebouw tot 2570 v.Chr., 105 m

## Iran
- Borj-e Milad, 435 meter

## Israël
- Schoorsteen van Orot Rabin, Hadera, 300 m

## Koeweit
- Al Hamra Tower, 412,6 m

## Pakistan
- Port Tower (Karachi), 593,6 m[1]

## Qatar
- Aspire Tower (Doha), 318 m

## Saoedi-Arabië
Een aantal van de hoogste gebouwen ter wereld staat in Saoedi-Arabië.

### Gebouwd
| Rang | Naam                       | Stad      | Hoogte | Verdiepingen | Jaar |
| ---- | -------------------------- | --------- | ------ | ------------ | ---- |
| 1    | Abraj al Bait-toren        | Mekka     | 601 m  | 120          | 2012 |
| 2    | Kingdom Centre             | Riyad     | 302 m  | 99           | 2002 |
| 3    | Al Faisaliah Center        | Riyad     | 267 m  | 44           | 2000 |
| 4    | Abraj al Bait ZamZam Tower | Mekka     | 265 m  | 54           | 2012 |
| 5    | Abraj al Bait Hajar Tower  | Mekka     | 265 m  | 52           | 2012 |
| 6    | Tamkeen Tower              | Riyad     | 265 m  | 58           | 2012 |
| 7    | Abraj al Bait Safa Tower   | Mekka     | 225 m  | 42           | 2007 |
| 8    | Abraj al Bait Marwah Tower | Mekka     | 225 m  | 42           | 2008 |
| 9    | Dhahran Tower              | Al Khobar | 200 m  | 46           | 2012 |
| 10   | Al Nakheel Tower           | Riyad     | 200 m  | 26           | 2011 |

### In aanbouw/gepland
| Rang | Naam                        | Stad   | Hoogte | Verdiepingen | Prognose |
| ---- | --------------------------- | ------ | ------ | ------------ | -------- |
| 1    | Jeddah Tower                | Jeddah | 1001 m | 120          | 2019     |
| 2    | Diamond Tower               | Jeddah | 432 m  | 93           | 2014     |
| 3    | Capital Market Authority HQ | Riyad  | 385 m  | 77           | 2014     |
| 4    | Lamar Tower 1               | Jeddah | 372 m  | 87           | 2014     |
| 5    | Burj Rafal                  | Riyad  | 308 m  | 68           | 2014     |
| 6    | KAFD World Trade Center     | Riyad  | 303 m  | 67           | 2014     |
| 7    | Kempinsky Hotel             | Jeddah | 303 m  | 84           | 2014     |
| 8    | Lamar Tower 2               | Jeddah | 293 m  | 69           | 2014     |
| 9    | The Headquarters            | Jeddah | 257 m  | 52           | 2013     |
| 10   | Aqua Tower                  | Jeddah | 251 m  | 59           | 2015     |

## Turkije
- Diamond of Istanbul (onder constructie), Istanboel, 267 m
- Istanbul Sapphire, Istanboel, geopend 4 maart 2011, 261 m
- Televisietoren Endem, Istanboel, 2008, 257 m
- İş Kuleleri, Istanboel, 2000, 52 verdiepingen, 181 m
- Sisli Plaza, Istanboel, 2006, 46 verdiepingen, 170 m
- Tekstilkent Plaza, 2000, twee torens, beide 44 verdiepingen, 168 m
- Televisietoren Çamlıca, Istanboel, 1972, 166 m

## Verenigde Arabische Emiraten
- Burj Khalifa, 828 m
- Marina 101, 426 m
- Princess Tower, 413 m
- 23 Marina, 393 m
- Elite Residence, 380 m
- Almas Tower, 360 m
- Emirates Office Tower, 355 m
- JW Marriott Marquis Dubai Hotel, 355 m
- The Torch, 345 m
- Rose Tower, 333 m
- Al Yaqoub Tower, 328 m
- The Index, 326 m
- The Landmark, 324 m
- Burj al Arab, 321 m
- HHHR Tower, 317 m